# Lawson Craddock
Lawson Craddock (Houston, 20 de febrer del 1992) és un ciclista estatunidenc professional des del 2011 i  fins al 2024. El seu darrer equip fou el  Team Jayco AlUla. Del seu palmarès destaca el Campionat nacional en contrarellotge de 2021 i 2022.

## Palmarès
- 2009
  - Vencedor d'una etapa al Tour al País de Vaud
- 2010
  -  Campió dels Estats Units júnior en ruta
  -  Campió dels Estats Units júnior en contrarellotge
  -  Campió dels Estats Units júnior en critèrium
  - 1r al Trofeu Karlsberg i vencedor de 2 etapes
  - Vencedor d'una etapa al Trofeu Centre Morbihan
  - Vencedor de 2 etapes al Tour al País de Vaud
- 2011
  - Vencedor d'una etapa al Triptyque des Monts et Châteaux
  - Vencedor d'una etapa al Tour de Guadalupe
- 2012
  - Vencedor d'una etapa al Tour de Gila
- 2013
  - Vencedor d'una etapa al Triptyque des Monts et Châteaux
- 2021
  -  Campió dels Estats Units en contrarellotge
- 2022
  -  Campió dels Estats Units en contrarellotge

### Resultats a la Volta a Espanya
- 2014. Abandona (14a etapa)
- 2015. 42è de la classificació general
- 2019. 58è de la classificació general
- 2021. 69è de la classificació general
- 2022. 55è de la classificació general

### Resultats al Tour de França
- 2016. 124è de la classificació general
- 2018. 145è de la classificació general
- 2023. 84è de la classificació general

### Resultats al Giro d'Itàlia
- 2020. No surt (10a etapa)
- 2022. 107è de la classificació general